# Croatiella integrifolia
Croatiella integrifolia är en kallaväxtart som först beskrevs av Michael T. Madison, och fick sitt nu gällande namn av Eduardo G. Gonçalves. Croatiella integrifolia ingår i släktet Croatiella och familjen kallaväxter. Inga underarter finns listade.